# یرون کرابه
یِرون آرت کرابه (به هلندی: Jeroen Aart Krabbé) (زادهٔ ۵ دسامبر ۱۹۴۴) بازیگر سینما و تلویزیون اهل هلند است.
او بیشتر به خاطر بازی در فیلم‌های ترانسپورتر ۳، بی‌رحم، شدومن، اسپترس، ادیسه، ناپدید شدن گارسیا لورسا، رسوایی، عبور از دلنسی، خاطرات لاک‌پشت و معشوق جاودان مشهور است.
کرابه نقاش نیز هست.